# الشرية (مدينة البيضاء)

تعديل مصدري - تعديل

حارة الشُّرية هي إحدى حارات مدينة مدينة البيضاء أحد مدن محافظة البيضاء، بلغ تعداد سكانها 1742 نسمة حسب تعداد اليمن لعام 2004.